# Astiosoma lineatum
Astiosoma lineatum är en tvåvingeart som först beskrevs av Aldrich 1915.  Astiosoma lineatum ingår i släktet Astiosoma och familjen smalvingeflugor. Inga underarter finns listade i Catalogue of Life.